# Jełat´ma
Jełat´ma (ros. Елатьма) – osiedle typu miejskiego w Rosji, nad rzeką Oką (na jej lewym, zachodnim brzegu).

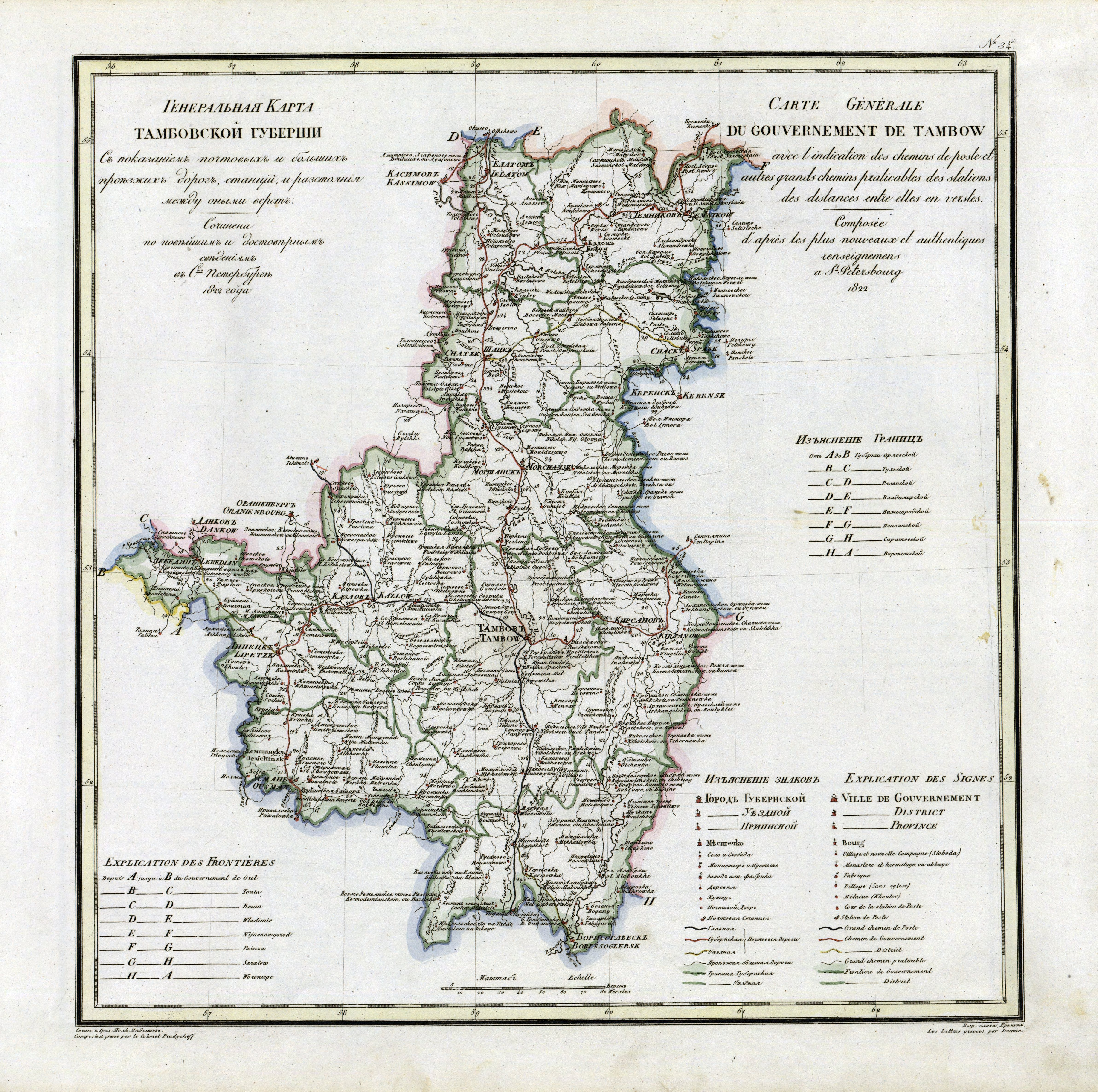
Mapa guberni tambowskiej; Jełat´ma w pobliżu północno-zachodniej granicy guberni, opisana jako ЕЛАТОМЪ/IELATOM

Pierwszy raz wzmiankowane w roku 1381, od 1779 ośrodek administracyjny (уездный город) namiestnikostwa tambowskiego, w XIX wieku miasto powiatowe administracyjnie należące do guberni tambowskiej. Pod koniec XIX wieku znajdowało się tam gimnazjum i 12 cerkwi. Ośrodek ożywionego handlu zbożem, a także konopiami, miodem i woskiem. Ludność zatrudniona była głównie w rolnictwie (z przewagą uprawy żyta) i hodowli bydła, zajmowała się również tkactwem lnu i dziewiarstwem, a także szkutnictwem.
Według leksykonu Meyersa w 1880 miasto liczyło 7107 mieszkańców; według encyklopedii Orgelbranda natomiast (w 1897 roku) 4533 mieszkańców, a cały powiat jełat´manski o powierzchni 3569 wiorst kwadratowych zamieszkany był w tym czasie przez 142 415 osób.
W latach 20. XX wieku Jełat´ma była rejonowym ośrodkiem administracyjnym. Obecnie ma status osiedla typu miejskiego (prawa miejskie straciła w 1926, a osiedlem typu miejskiego stała się formalnie w 1958) i należy do rejonu kasimowskiego obwodu riazańskiego; najbliższą większą miejscowością jest położone ok. 23 km w linii prostej na zachód miasto Kasimow. W roku 2006 Jełat´ma liczyła 3700 mieszkańców.